# National Science Foundation Network
Het National Science Foundation Netwerk (of kortweg NSFnet) was tot 1995 een deel van de backbone van het internet. Het werd oorspronkelijk opgezet als project van de National Science Foundation. Het netwerk werd beheerd door Advanced Networking and Services (ANS), een samenwerkingsverband tussen de commerciële partners IBM, MCI en het Michigan Strategic Fund van de staat Michigan. In 1995 werd ANS overgenomen door America Online.
NSFnet werd opgezet om onderzoekers en wetenschappers een snelle (directe) manier van communiceren te verschaffen.
Het netwerk linkt verscheidene regionale netwerken aan elkaar en omvat onder meer BARRNET (Stanford-universiteit), NCAR/USAN (National Centre for Atmospheric Research), NorthWestNet (Universiteit van Washington), SDSCNET (San Diego Supercomputer Center, Sesquinet (Rice Universiteit), Westnet (Colorado State University), MIDnet (Lincoln Universiteit van Nebraska), NDSA/UIUC (Universiteit van Illinois), CNSF (Cornell Theory Centre), JvNC (John von Neumann Supercomputer Center), NYSERNet (Syracuse, New York), PSCnet (Pittsburgh Supercomputing Centre) en SURAnet (Universiteit van Maryland).
Deze netwerken gebruiken allemaal TCP/IP als communicatieprotocol. Hierdoor was het netwerk verenigbaar met het militaire ARPANET.
Het NSFnet kwam online in 1986 met 56 kbit per seconde verbindingen. In 1988 werden de verbindingen opgewaardeerd tot 1,5 Mbit per seconde en in 1991 tot 45 Mbit per seconde.
Van 1987 tot 1995 was het netwerk in handen van de non-profitorganisatie Merit Network, Inc.
Op 30 april 1995 werd succesvol overgestapt op een nieuwe architectuur waarbij gebruikgemaakt wordt van Network Access Points.